# 杨家寺镇
杨家寺镇，是中华人民共和国甘肃省天水市秦州区下辖的一个乡镇级行政单位。
2015年10月9日，甘肃省民政厅批复同意撤销杨家寺乡，设立杨家寺镇。

## 行政区划
杨家寺镇下辖以下地区：
杨家寺村、松树村、黑引坡村、煤湾村、石马村、中川村、士子村、王赵村、三湾村、郑宋村、白家沟村、北具村、芦子滩村、彭文村、水滩坪村、大庄村、土盆村、立志村、跃马村和田家庄村。